# Al Fashir
Al Fashir (másként Al-Fashir vagy El Fasher, arabul: الفاشر) egy város Nyugat-Dárfúrban, Szudán Dárfúr államában. Lakosainak száma 286 277 fő (2009).